# 蘇利南副棘鮃
蘇利南副棘鮃為輻鰭魚綱鰈形目鰈亞目牙鮃科的其中一種，為熱帶海水魚，分布於中西大西洋蘇利南海域，棲息在底層水域，生活習性不明。
种名 surinamensis 意为“苏里南的”。